# Tyora buxtoni
Tyora buxtoni är en insektsart som beskrevs av Crawford 1927. Tyora buxtoni ingår i släktet Tyora och familjen Carsidaridae. Inga underarter finns listade i Catalogue of Life.